# Pálení knih nacisty

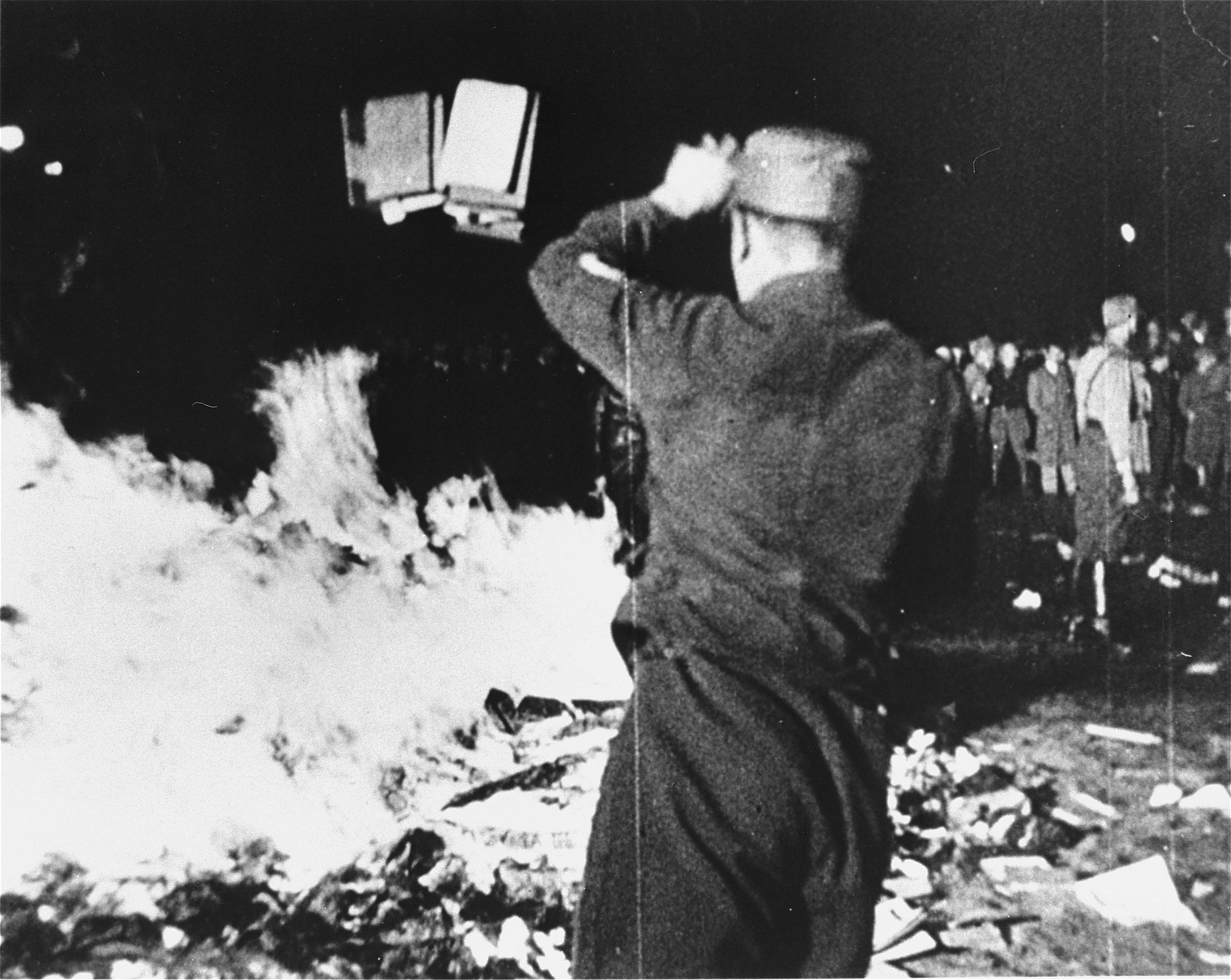
Pálení knih v Berlíně, 1933.

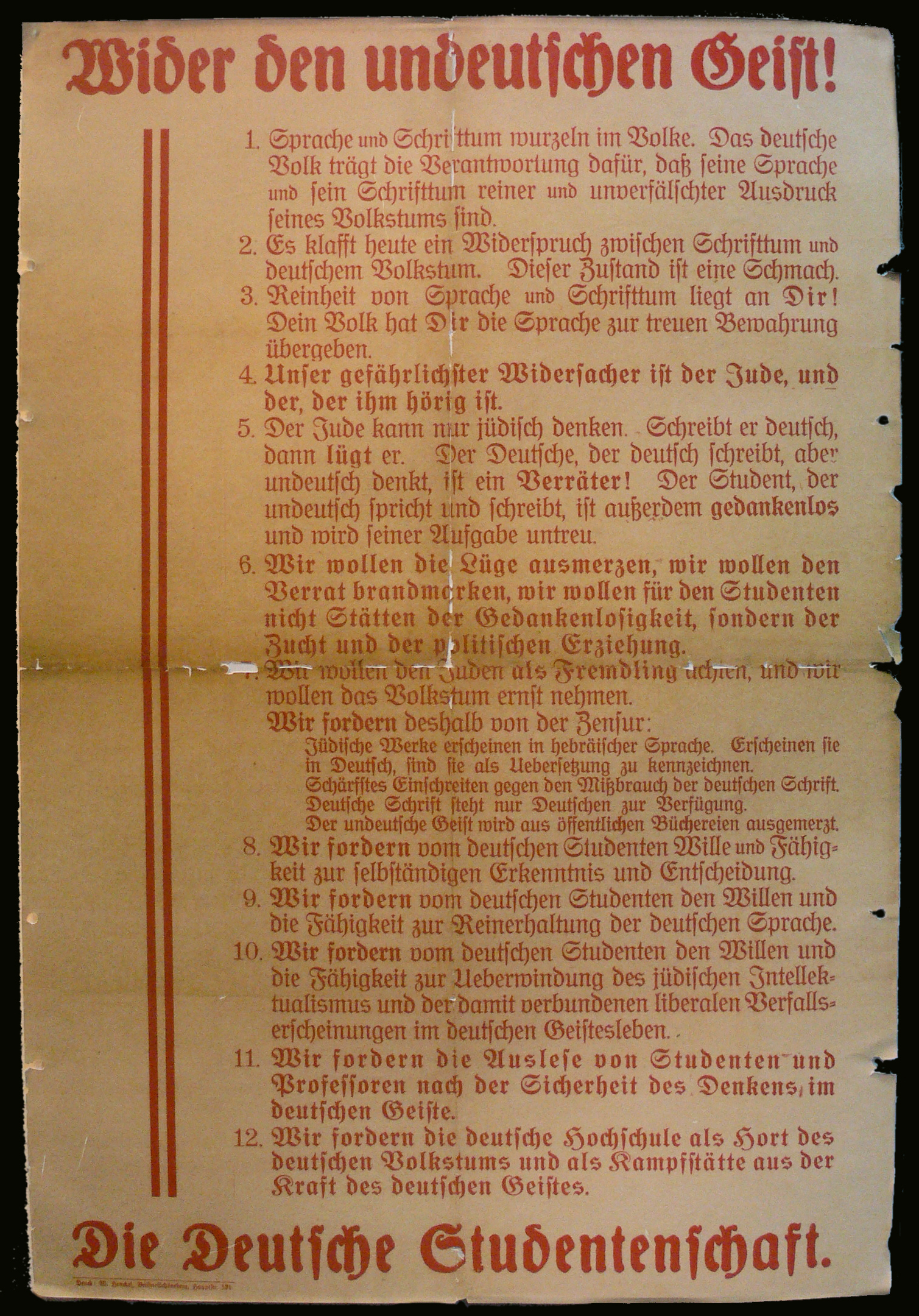
12 tezí proti neněmeckému duchu, leták, duben 1933

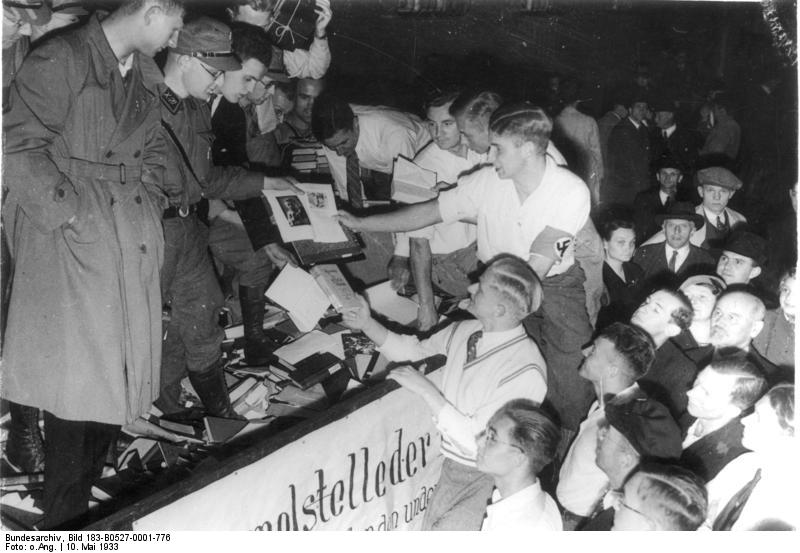
Nakládání knih určených k pálení, Berlín, 1933

Pálení knih nacisty byla kampaň organizovaná ve 30. letech 20. století německým studentským spolkem s podporou NSDAP. Při ní byly v nacistickém Německu a v Rakousku obřadně páleny knihy, které byly považovány za nepřátelské nacistické ideologii. Patřily mezi ně knihy židovských autorů, pacifistické, marxistické a další. Z českých autorů byla na seznamu díla Jaroslava Haška a Ivana Olbrachta. 

## Kampaň pálení knih

### Organizace kampaně
V dubnu 1933 vyhlásil Národně-socialistický německý studentský spolek (Nationalsozialistischer Deutscher Studentenbund) akci proti ne-německému duchu, zejména v literatuře. 12. dubna 1933 vydal spolek Dvanáct tezí, připomínající devadesát dva tezí, ve kterých se žádalo očištění německého jazyka a literatury. Akce byla popsána jako reakce na celosvětovou židovskou pomlouvačnou akci proti tradičním německým hodnotám a teze byly převážně protižidovského charakteru. (Např. v tezích č. 4 a 5: „Naším úhlavním nepřítelem jest žid. ... Žid může myslet jen židovsky. Píše-li německy, lže...“) Místní pobočky nacistické strany podporovaly tuto akci články v tisku, informacemi v rozhlase a proslovy stranických funkcionářů. Došlo k bojkotům vysokoškolských pedagogů.
Dne 10. května 1933 bylo spáleno v různých německých městech více než 25 000 svazků „neněmeckých“ knih. Na akcích oslovovali straničtí a akademičtí funkcionáři studenty a diváky. V Berlíně promluvil k 40 000 posluchačům Joseph Goebbels a vyslovil se proti dekadenci a morální korupci. Odsoudil ke spálení díla Heinricha Manna, Ernsta Glaesera a Ericha Kästnera a hovořil o konci židovského intelektualismu.
Pro déšť byla některá z pálení knih uspořádána i po 10. květnu 1933.

### Autoři spálených knih
Na seznamu spálených knih se objevilo celkem 282 autorů, většinou německých, ale často překlady ruských a britských nebo amerických děl. Mezi těmito autory byli například: Bertolt Brecht, Albert Einstein, Bedřich Engels, Lion Feuchtwanger, Sigmund Freud, Ödön von Horvath, Erich Kästner, Theodor Lessing, Karl Liebknecht, Rosa Luxemburgová, Heinrich Mann, Klaus Mann, Karel Marx, Robert Musil, Erich Maria Remarque,  Anna Seghersová, Bertha von Suttner, Kurt Tucholsky, Frank Wedekind, Arnold Zweig a Stefan Zweig.
Čeští autoři a autoři se vztahem k českým zemím, jejichž díla byla pálena, jsou uvedení níže samostatně.

### Požadavek zákazu knih
Následující typy knih měly být zakázány:
- Knihy zrádců, emigrantů a zahraničních autorů, kteří věří, že mohou útočit na nové Německo a očerňovat ho (H. G. Wells, Romain Rolland)
- Marxistická, komunistická a bolševická literatura
- Pacifistická literatura
- Literatura s liberálními a demokratickými vlastnostmi a díla podporující Výmarskou republiku (Heinrich Mann)
- Historická díla mající za cíl očernit původ, ducha a kulturu německého národa
- Filosofická a sociální díla zabývající se falešným vědeckým objasňováním primitivního darwinismu a monismu
- Díla která obhajují dekadentní nebo čistě konstruktivistické umění
- Knihy o sexualitě a sexuálním vzdělávání, které slouží egocentrickému potěšení nebo popírají principy rasy a národa (Volk)
- Dekadentní, destruktivní a národ ničící díla směru „Asfalt a civilizace“ (Heinrich Mann, Stefan Zweig)
- Veškerá literatura židovských autorů
- Populární zábavná literatura popisující život a jeho cíle nerealisticky a chorobně sladkým způsobem, na základě životního pohledu buržoazie nebo vyšší třídy
- Nacionalistický a patriotický kýč v literatuře
- Pornografie a výslovně literatura židovských autorů
- Všechny knihy degradující německou čistotu

## Pálení knih 1933 a Československo

### Spálené knihy českých autorů
Spáleny byly německé verze děl následujících českých autorů nebo německy píšících autorů se vztahem k českým zemím:
- Max Brod: Rëubeni, kníže židovské (Reubeni, Fürst der Juden)
- Jaroslav Hašek: Osudy dobrého vojáka Švejka za světové války (Die Abenteuer des braven Soldaten Schwejk während des Weltkrieges)[p 1]
- Franz Kafka: Na stavbě čínské zdi (Beim Bau der chinesischen Mauer)
- Egon Erwin Kisch: Tajná Čína (China geheim), Americký ráj (Egon Erwin Kisch beehrt sich darzubieten: Paradies Amerika)
- Karl Kraus: Poslední dnové lidstva (Die letzten Tage der Menschheit)
- Gustav Meyrink: Golem (Der Golem), Kouzelný roh německého šosáka (Des deutschen Spießers Wunderhorn)
- Ivan Olbracht: Anna proletářka (Anna, das Mädchen vom Lande)
- Franz Werfel: Čtyřicet dnů (Die vierzig Tage des Musa Dagh)

### Reakce československého tisku
Československý tisk reagoval na pálení knih na prvních stranách a událost buď odsuzoval nebo popsal bez komentářů.  Příklady reakcí československého tisku (podrobněji viz Externí odkazy):
- Národní listy přirovnaly událost k potlačování kultury v Sovětském svazu.[3]
- Lidové noviny informovaly již 24. 4. 1933 o tom, že výbor pro očistu německých knihoven rozeslal berlínským knihovnám seznam literatury, kterou bude nutno vymýtit a část veřejně spálit. Současně psaly Lidové noviny o odesílání německých universitních profesorů „na dovolenou“.[4]  O vlastním pálení knih informoval list 11. května.[5]
- Národní politika reagovala 11. 5. na titulní stránce popisem akce v Berlíně (bez vlastního postoje) a na druhé straně „žertovným“ sloupkem parodujícím rozhovor dvou dam.[6]
- Slovenské Národné noviny informovaly až 12. května menší zprávou na třetí straně.[7]
- Tvorba uvedla článek Richarda Fleischnera Koniáš v třetí říši, který končil přesvědčením, že nikomu se nepodařilo spálit myšlenky.[8]
- Karel Čapek se 21. 5. 1933 v Lidových novinách ve sloupku Memento zamýšlel nad tím, že myšlenky básníků a vědců nelze spálením sprovodit ze světa; současně ale konstatoval, že spolu s těmito díly byl spálen i knižní brak; ten by neměl být literární kritikou tolerován.[9]

### Jiné akce
- V Brně bylo 31. 5. 1933 uspořádáno čtení z knih, které byly v Německu páleny, pod názvem Večer spálených knih. Výtěžek byl věnován na podporu německých uprchlíků.[10]
- Český pomocný komitét pro německé emigranty žádal v tisku veřejnost o zasílání v Německu ničených knih a o jejich zpřístupnění ve veřejných československých knihovnách[11]
- V Praze připravoval v roce 1935 Svaz pokrokového studentstva výstavu spálených knih. Ta však byla zakázána pražským policejním ředitelství z obav před diplomatickými reakcemi Německa. Rozhodnutí vyvolalo protesty části intelektuálů.[12]

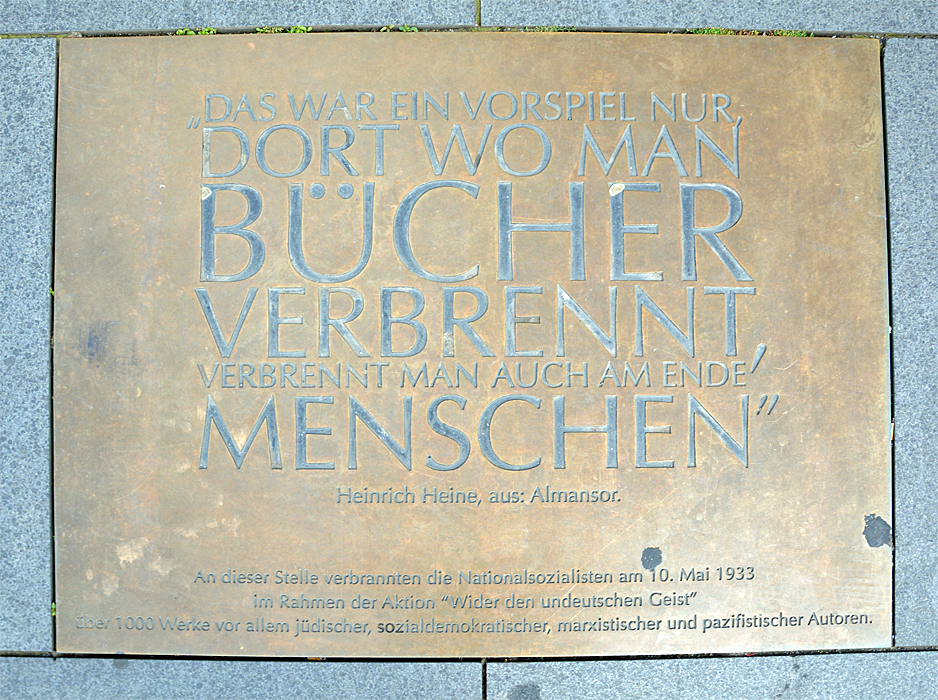
Citát Heinricha Heineho na památníku v Braunschweigu

## Heinrich Heine a citát o pálení knih
Heinrich Heine je autorem prorockého citátu, který je často uváděn v souvislosti s pálením knih v roce 1933:
| „                          | ...tam kde se pálí knihy, posléze se upalují lidé. | “ |
| — Heinrich Heine: Almansor |                                                    |   |

Zdroje často mylně uvádějí, že se jeho díla též ocitla na nacistických hranicích. Jako autor však Heinrich Heine v seznamu spálených knih uveden není.